# Li Bing
Li Bing (chinois : 李冰 ; pinyin : Lǐ Bīng) est un haut fonctionnaire et ingénieur chinois ayant vécu au IIIe siècle av. J.-C. pendant la période des Royaumes combattants. Gouverneur de l'État de Shu sous le règne de Zhaoxiang de Qin, il est connu pour avoir conçu le système d'irrigation de Dujiangyan. L'importance de l'irrigation pour le développement du Sichuan l'a transformé en une icône populaire, saluée pour sa gouvernance et sa maîtrise de la protection de l'eau.